# فاراهاغيري فينكاتا غيري
فاراهاغيري فينكاتا غيري (10 أغسطس 1894 – 24 يونيو 1980)، هو الرئيس الرابع لـجمهورية الهند من 24 أغسطس 1969 إلى 24 أغسطس 1974.

## روابط خارجية
- فاراهاغيري فينكاتا غيري على موقع الموسوعة البريطانية (الإنجليزية)
- فاراهاغيري فينكاتا غيري على موقع مونزينجر (الألمانية)